# Museo Carlo Zauli
Il Museo Carlo Zauli è un museo di Faenza, dedicato al ceramista faentino Carlo Zauli e alla tecnica della ceramica nell'arte contemporanea.

Dal 28 febbraio 2023 è inserito nel novero delle «Case e studi delle persone illustri dell'Emilia-Romagna».

## Storia

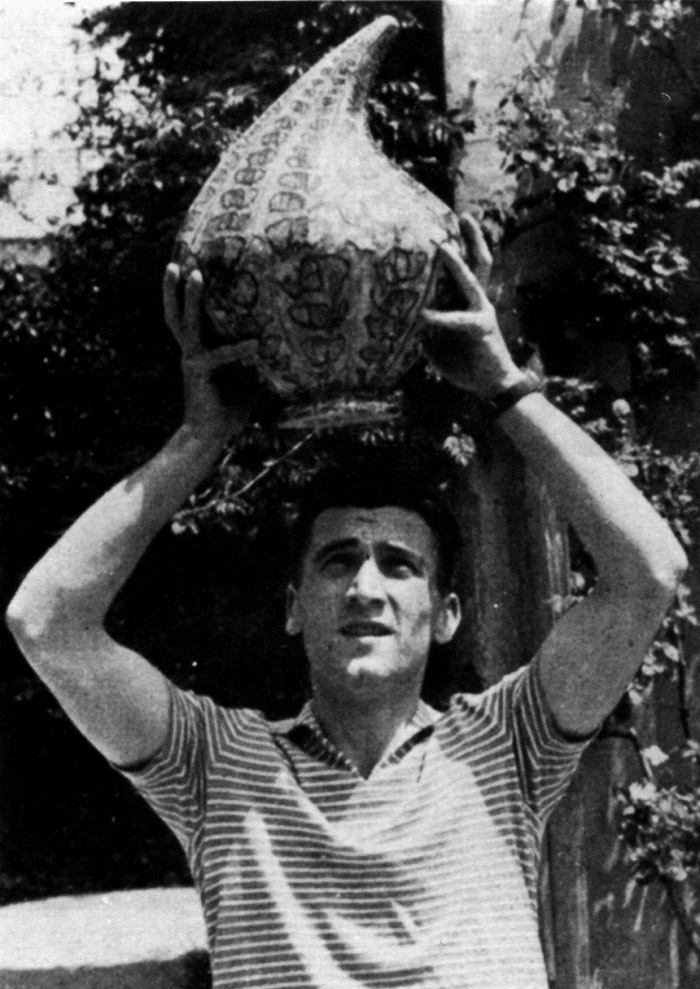
Zauli con l'opera vincitrice al Premio Faenza 1953

Il museo venne istituito nel 2002 dopo la morte di Zauli, negli ambienti che furono il suo laboratorio a partire dal 1949. Ospita una raccolta di opere dello scultore, dagli anni cinquanta agli anni novanta.

## Descrizione
Il museo ospita una raccolta di opere dello scultore, dagli anni cinquanta agli anni novanta.
Durante la visita si ripercorrono le stanze dello studio-bottega e le varie tappe della realizzazione artistica: la cantina delle argille, la stanza degli smalti, la sala dei forni, la sala dei grandi rilievi, la sala in cui veniva lavorata l'argilla per farne scultura.
Il museo è anche sede di conferenze, residenza artistica, esposizioni temporanee e ha uno spazio dedicato alla didattica e alla produzione culturale.